# París-Niza 1935
La París-Niza 1935 fue la tercera edición de la París-Niza, que se disputó entre el 26 y el 30 de marzo de 1935. La carrera fue ganada por el francés René Vietto, del equipo Helyett, a pesar de sufrir una crisis en la Esterel, por deante Antoine Dignef (Colin) y Raoul Lesueur (Helyett). 
Le Petit Journal, Marseille-Maten y Le Petit Niçois son los nuevos organizadores de la prueba tomando el relevo a Lyon Républicain.
En esta edición se producen diferentes cambios. Se instauran bonificaciones de tiempos a los dos primeros de cada etapa y en las cumbres de los puertos de Limonest, de la République y de la Turbie. Se permite el asistencia mecánica entre compañeros de equipos y se instaura una contrarreloj por equipos.

## Participantes
En esta edición de la París-Niza  preneren parte 111 corredores. 48 lo hacían de forma individual y los otros 63 dentro de los equipos Alcyon, Helyett, Tendil, Francis Pellissier, Peugeot, Genial-Lucifer, Delangle, France Sports y Colin. La prueba lo acabaron 36 corredores.

## Resultados de las etapas
| Etapas                 | Fecha       | Recorrido             | Km     | Vencedor de etapa  | Líder de la general        |
| ---------------------- | ----------- | --------------------- | ------ | ------------------ | -------------------------- |
| 1.ª etapa              | 26 de marzo | París-Dijon           | 304 km | Léon Le Calvez     | Léon Le Calvez             |
| 2.ª etapa              | 27 de marzo | Dijon-Saint-Étienne   | 253 km | Antoine Dignef     | René Vietto y Benoit Faure |
| 3.ª etapa              | 28 de marzo | Saint-Étienne-Aviñón  | 215 km | Henri Puppo        | René Vietto                |
| 4.ª etapa              | 29 de marzo | Aviñón-Marsella       | 205 km | Raymond Louviot    | René Vietto                |
| 5.ª etapa, 1.er sector | 30 de marzo | Marsella-Toulon (CRE) | 71 km  | Raoul Lesueur      | René Vietto                |
| 5.ª etapa, 2.º sector  | 30 de marzo | Toulon-Cannes         | 125 km | Félicien Vervaecke | René Vietto                |
| 6.ª etapa              | 31 de marzo | Cannes-Niza           | 135 km | Georges Speicher   | René Vietto                |

## Etapas

### 1.ª etapa
26-03-1935. París-Dijon, 304 km.
Salida neutralizada: Hall del Peti Journal situado en la calle Lafyette de París a las 6 de la madrugada. Salida real: Carrefour Pompadour de Créteil a las 8 de la mañana.
|   | Ciclista       | Equipo     | Tiempo     |
| - | -------------- | ---------- | ---------- |
| 1 | Léon Le Calvez | Delangle   | 8h 01' 03" |
| 2 | Gustave Deloor | Colin      | m. t.      |
| 3 | Luigi Barral   | Individual | m. t.      |

### 2.ª etapa
27-03-1935. Dijon-Saint-Étienne, 253 km.
|   | Ciclista       | Equipo  | Tiempo     |
| - | -------------- | ------- | ---------- |
| 1 | Antoine Dignef | Colin   | 6h 47' 07" |
| 2 | Romain Maes    | Alcyon  | + 5' 19"   |
| 3 | Dante Gianello | Peugeot | + 5' 45"   |

### 3.ª etapa
La etapa se hace a una media de 40,3 km/h. 
En la salida, Francis Pélissier es expulsado de la prueba por los comisarios al no tener licencia de director deportivo. Sus cuatro corredores también abandonan la carrera.
Vietto y Faure salen los dos con el maillot de líder al estar empatados a tiempo en la general.
|   | Ciclista           | Equipo   | Tiempo     |
| - | ------------------ | -------- | ---------- |
| 1 | Henri Puppo        | Helyett  | 5h 20' 06" |
| 2 | Adrien Buttafocchi | Helyett  | + 2' 29"   |
| 3 | Théodore Ladron    | Delangle | m. t.      |

### 4.ª etapa
29-03-1935. Avignon-Marsella, 205 km.
|   | Ciclista           | Equipo         | Tiempo     |
| - | ------------------ | -------------- | ---------- |
| 1 | Raymond Louviot    | Genial-Lucifer | 5h 37' 58" |
| 2 | Fernand Mithouard  | Alcyon         | m. t.      |
| 3 | Sylvain Marcaillou | France Sports  | + 2' 29"   |

### 5.ª etapa, 1.º sector
30-03-1935. Marsella-Toulon, 71 km. (CRI)
|   | Ciclista           | Equipo  | Tiempo     |
| - | ------------------ | ------- | ---------- |
| 1 | Raoul Lesueur      | Helyett | 1h 57' 56" |
| 2 | René Vietto        | Helyett | m. t.      |
| 3 | Adrien Buttafocchi | Helyett | m. t.      |

### 5.ª etapa, 2.º sector
30-03-1935. Toulon-Cannes, 125 km
|   | Ciclista           | Equipo | Tiempo     |
| - | ------------------ | ------ | ---------- |
| 1 | Félicien Vervaecke | Alcyon | 3h 30' 56" |
| 2 | Antoine Dignef     | Colin  | +3' 08"    |
| 3 | Jean Maréchal      | Colin  | m. t.      |

### 6.ª etapa
31-03-1935. Canes-Niza, 135 km.
Llegada situada al Muelle de los Estados Unidos.
|   | Ciclista           | Equipo  | Tiempo     |
| - | ------------------ | ------- | ---------- |
| 1 | Georges Speicher   | Alcyon  | 3h 42' 12" |
| 2 | Félicien Vervaecke | Alcyon  | + 20"      |
| 3 | Raoul Lesueur      | Helyett | + 2' 15"   |

## Clasificaciones finales

### Clasificación general
|    | Ciclista           | Equipo        | Tiempo      |
| -- | ------------------ | ------------- | ----------- |
| 1  | René Vietto        | Helyett       | 35h 23' 14" |
| 2  | Antoine Dignef     | Colin         | + 1' 17"    |
| 3  | Raoul Lesueur      | Helyett       | + 3' 27"    |
| 4  | Léon Level         | Helyett       | + 7' 33"    |
| 5  | Adrien Buttafocchi | Helyett       | + 10' 17"   |
| 6  | René Le Grevès     | Alcyon        | + 11' 11"   |
| 7  | Georges Speicher   | Alcyon        | + 14' 34"   |
| 8  | Pierre Magne       | France Sports | + 15' 06"   |
| 9  | Jean Fontenay      | Individual    | + 18' 42"   |
| 10 | Alfons Deloor      | Colin         | + 23' 00"   |